# Araneus prunus
Araneus prunus är en spindelart som beskrevs av Levi 1973. Araneus prunus ingår i släktet Araneus och familjen hjulspindlar. Inga underarter finns listade i Catalogue of Life.